# 刘官街道
刘官街道，是中华人民共和国贵州省六盤水市盘州市下辖的一个街道办事处。
2015年6月4日，贵州省人民政府批复同意盘县乡镇行政区划调整，新设置的刘官街道辖原刘官镇地域，街道办事处驻刘官居委会。

## 行政区划
刘官街道下辖以下地区：
新街社区、大山丫村、刘家湾村、张官村、小屯村、松官村、高官村、瞿家庄村、水洞村、支家屯村、花甲山村、三角田村、水塘铺村、凉水井村、刘官村和淹五寨村。